# 니제르 국가 올림픽 체육 위원회
니제르 국가 올림픽 체육 위원회(프랑스어: Comité Olympique et Sportif National du Niger)는 니제르를 대표하는 국가 올림픽 위원회이다. IOC 코드는 NIG이다. 본부는 니아메에 있으며 아프리카 국가 올림픽 위원회 연합에 소속되어 있다.
1964년에 설립되었으며 같은 해에 국제 올림픽 위원회의 승인을 받았다. 올림픽, 올아프리카 게임을 비롯한 국제 스포츠 대회에 참가하는 니제르의 선수들을 대표한다.